# Rae Lin D'Alie
Rae Lin D'Alie (født 31. oktober 1987 i Waterford) er en italiensk basketballspiller som deltog i de olympiske lege 2020.